# Stefania Casini
Stefania Casini, född 4 september 1948 i Villa di Chiavenna, Lombardiet, är en italiensk skådespelerska och filmregissör.

## Filmografi i urval
- 1974 – Squadra volante (roll)
- 1975 – Blood for Dracula (roll)
- 1976 – 1900 (roll)
- 1977 – Apans dröm (roll)
- 1977 – Flykten från helvetet (roll)
- 1983 – Lontano da dove (manus och regi)
- 1987 – Arkitektens mage (roll)
- 1997 – Un paradiso di bugie (manus och regi)
- 2003–2005 – Incantesimo (TV-serie) (roll)
- 2015 – Le acque segrete di Palermo (manus och regi)